# Neoraja stehmanni
Neoraja stehmanni is een vissensoort uit de familie van de Rajidae. De wetenschappelijke naam van de soort is voor het eerst geldig gepubliceerd in 1972 door Hulley.